# Světové dny mládeže 2019
Světové dny mládeže 2019 (World Youth Days 2019, WYD) se konaly od 22.do 27. ledna 2019 v Panamě. Místo konání oznámil papež František v neděli 31. července 2016 na závěrečné mši Světových dnů mládeže 2016 v Krakově. Motto setkání bylo Jsem služebnice Páně, staň se mi podle tvého slova (Lk 1,38)